# Hisham Abbas

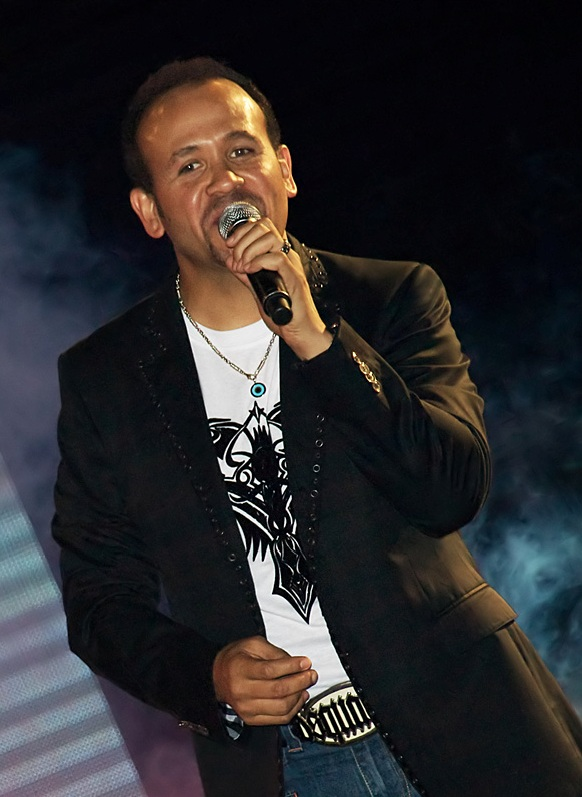
Hisham Abbas (2008)

Mohammad Hisham Mahmoud Mohammad Abbas (* 13. September 1963 in Kairo, Ägypten) ist ein ägyptischer Sänger.

## Leben und Karriere
Abbas wuchs im Bezirk Shubra in Kairo auf und studierte an der Amerikanischen Universität Kairo Maschinenbau, entschloss sich dann aber zu einer professionellen Karriere als Musiker.
Abbas hatte zahlreiche Hits und ist in Ägypten populär. Seine größten Erfolge waren Nari Narain sowie Habibi Feno. Aufmerksamkeit erregte er auch mit seinem religiösen Song Asmaa Allah al-husna. Er wurde mit zahlreichen Preisen ausgezeichnet.
Abbas sang 2007 ein Duett mit der in Deutschland lebenden Sängerin Safiya.

## Diskografie

### Alben
- 1992: Hisham
- 1995: Zay El Aol
- 1995: Hisham 95
- 1997: Ya Leila
- 1999: Kalam El Leil
- 2001: Habibi Dah
- 2002: Gowwa F Alby
- 2004: Sebha Tehebbak
- 2007: Ta'ala Gamby
- 2009: Matbatalesh
- 2019: Aamel Dagga

### Kollaborationen
- 1994: Taala (mit Alia)

### EPs
- 1994: Ard El Sharq

### Kompilationen
- Ahla Ma Ghanna Hisham Abbas / From The Best of Hisham Abbas
- Atfal
- Hisham Abbas Collection

### Singles (Auswahl)
- 1996: Einy (mit Hamid El Shaeri)
- 1997: Ya Leila (Disco)
- 1997: Lyalil Shouk
- 2000: Habibi Dah (Nari Narien)
- 2002: Fenoh
- 2007: Wala Haga
- 2020: Heya Di
- 2022: El Sahar w El Enbesat (mit Hamid El Shaeri & Akram Hosny)